# Are We Done Yet?
Are We Done Yet? (bra: Uma Casa de Pernas pro Ar') é um filme estadunidense, do gênero comédia familiar, dirigido por Steve Carr e lançado em 2007.
Este filme é um remake do clássico Mr. Blandings Builds His Dream House  (Brasil: Lar, meu tormento). Também é a continuação do filme Are We There Yet (Brasil: Querem Acabar Comigo / Portugal: Estão Querendo Te Ferrar, Meu!).
Em 2010, uma sitcom baseada nos dois filmes foi produzida, Are We There Yet? (Já Chegamos?, no Brasil, e Família Instantânea, em Portugal).

## Enredo
Após os acontecimentos do filme anterior, Nick Persons (Ice Cube) casou-se com Suzanne (Nia Long) e ela passou a morar com os filhos Kevin (Philip Daniel Bolden) e Lindsey (Aleisha Allen) no apartamento dele, junto com uma nova aquisição da família, um cão da raça Berger Picard chamado Coco.
Nick agora tem um novo veículo (um Cadillac Escalade 2007) e vendeu sua loja de artigos esportivos para o amigo Marty, tornando-se agora, o editor de uma revista de esportes. Preparando-se para uma possível entrevista com Magic Johnson para uma nova matéria, Nick descobre que Suzanne está grávida de gêmeos e ela o convence de que, agora, a família precisará de uma moradia maior.
Em busca da melhor qualidade de vida para a família, Nick se muda com eles para uma pacata e enorme residência de madeira no interior, longe dos grandes centros. A nova casa, é  espaçosa e parece perfeita, mas ainda precisa de muitos reparos para se tornar "a casa dos sonhos". Como se já  não bastasse os animais selvagens, Nick ainda precisa aturar Chuck Mitchell, Jr. (John C. McGinley), um simpático e excêntrico empreiteiro local, que transforma a  reforma da casa dos Persons em uma verdadeira bagunça e que insiste em permanecer  24 horas por dia com a família, o que cada vez mais, enlouquece Nick!.

## Elenco
- Ice Cube - Nick Persons
- Nia Long - Suzanne Kingston-Persons
- John C. McGinley - Chuck Mitchell, Jr.
- Aleisha Allen - Lindsey Kingston
- Philip Daniel Bolden - Kevin Kingston
- Tahj Mowry - Danny Pulu
- Dan Joffre - Billy Pulu
- Pedro Miguel Arce - Georgie Pulu
- Jonathan Katz - Sr. Rooney
- Linda Kash - Sra. Rooney
- Hayes MacArthur - Jimmy, o Bartender
- Magic Johnson - Ele mesmo
- Colin Strange - Colin Persons
- Gavin Strange - Ty Persons
- O personagem "Marty" (Jay Mohr), que aparece no filme anterior está ausente neste, mas ele é mencionado por alguns instantes. Mais tarde, ele retorna na série de TV baseada na série de filmes interpretado por um ator diferente.

## Produção
O filme foi rodado em locações em Tsawwassen, Colúmbia Britânica, no Canadá, mas é definido em Newberg, Oregon, Estados Unidos.

## Recepção

### Resposta da crítica
O filme recebeu críticas negativas por parte dos críticos. Ele mantém um índice de aprovação de 8% no local de agregar revisão Rotten Tomatoes, baseado em 93 opiniões recolhidas, com uma pontuação média de 3,3 dos 10 O consenso locais lê:.? "Nós somos feitos ainda joga-lo demasiado seguro com pastelão genérico e fraquezas internas sem inspiração." Metacritic deu ao filme uma pontuação média ponderada de 36 em 100, baseado em 21 opiniões coletadas, indicando "opiniões geralmente desfavoráveis."

### Bilheteria
Apesar de ter sido muito criticado pelos críticos, o filme fez $ 58,388,068 mundialmente.